# Stadtteilpark Plagwitz
Der Stadtteilpark Plagwitz ist die einzige größere öffentliche Grünanlage im Leipziger Ortsteil Plagwitz im Stadtbezirk Südwest. Sie entstand auf einem ehemaligen Eisenbahngelände.

## Lage
Der Park erstreckt sich zwischen der Industriestraße im Süden und dem Karl-Heine-Kanal im Norden über eine Länge von etwa 500 Metern zwischen der Zschocherschen Straße im Osten und der Gießerstraße im Westen. Bei zwar langgestreckter aber insbesondere durch Gebäude im Nordwesten unregelmäßiger Form besitzt er eine mittlere Breite von etwa 70 Meter. Während der Großteil des Geländes eben verläuft, fällt es zum Karl-Heine-Kanal relativ steil um etwa zehn Meter ab. Der Park bedeckt eine Fläche von etwa 4,5 Hektar. Er ist außer von den genannten Straßen auch von Norden her über den Karl-Heine-Bogen zu erreichen, eine Fußgängerbrücke über den Kanal. Ein markantes Gebäude an der Industriestraße dem Park gegenüber ist der im Stil des Expressionismus gestaltete Klinkerbau der Konsumzentrale. An seiner Nordseite grenzt der Park an das Stelzenhaus.

## Geschichte
Während der Industrialisierung der westlichen heutigen Stadtteile sorgte der Industriepionier Karl Heine (1819–1888) auch für die notwendige Verkehrsanbindung. Nach dem Bau des später nach ihm benannten Kanals widmete er sich der Eisenbahn als Transportmittel. Er ließ vom Plagwitzer Industriebahnhof aus 37 Industrieanschlüsse legen und drei öffentliche Ladestellen für Firmen ohne Gleisanschluss bauen. Eine solche Ladestelle lag auf dem Gelände des heutigen Parks. Außerdem verliefen das Gleis der Bahnstrecke Leipzig-Connewitz–Plagwitz und andere Zubringergleise darüber. Bereits während der DDR-Zeit weniger genutzt, drohte mit der Einstellung fast jeder Produktion im angrenzenden Industriegelände nach 1990 der Bereich zur Brache zu verfallen.
Leipzig beteiligte sich mit der Entwicklung von Plagwitz als regionalem Projekt an der Expo 2000. In diesem Zusammenhang entwarf das Berliner Büro Lützow 7 Landschaftsarchitekten einen Plan für den Stadtteilpark Plagwitz, der bis zum Jahr 2000 realisiert wurde. Dafür wurde das Büro 2001 mit dem Architekturpreis der Stadt Leipzig ausgezeichnet.  Eine Weiterentwicklung erfolgte in einem zweiten Bauabschnitt 2006 nach einer Planung des Grünflächenamtes Leipzig.

## Gestaltung
Der Park ist im Wesentlichen ein offenes Wiesengelände mit Einzelbäumen auf dem ebenen Teil und dichtem Buschwerk am Hang zum Karl-Heine-Kanal. An Einzelbäumen wechseln sich verschiedene Arten ab, während sich entlang des Hauptweges eine Reihe von Gleditschien erstreckt. Vor der Konsumzentrale befindet sich ein kleiner Hain mit gelb blühenden Vogelkirschen.
Bei der Gestaltung des Parks wurde ausdrücklich Bezug auf die Geschichte des Geländes genommen. So verlaufen die Längswege ehemaligen Gleisen folgend mit zum Teil noch sichtbaren Schienen. Schwellen und Schienen fanden auch Verwendung beim Zugang zu einem Aussichtspunkt über dem Kanal und bei Treppengestaltungen. Auch wurde ein nun unter Denkmalschutz
stehender ehemaliger Güterschuppen des Verladebahnhofs erhalten, der heute Vereinssitz des Wasser-Stadt-Leipzig e.V. ist.
Nahezu über das gesamte Areal sind Sport- und Spieleinrichtungen verteilt. Dazu gehören unter anderem Kletterbalken, ein Streetballkorb und Tischtennisplatten. Hauptattraktion ist eine große Rutsche am Hang mit etwa sechs Meter Höhenunterschied. In der Nähe des Stelzenhauses befindet sich ein Bootsanlegesteg und am westlichen Ende des Parks die Gießerstele (zurzeit nur der Sockel) zur Erinnerung an die Tradition des Stadtteils auf dem Gebiet der Gießereitechnik.

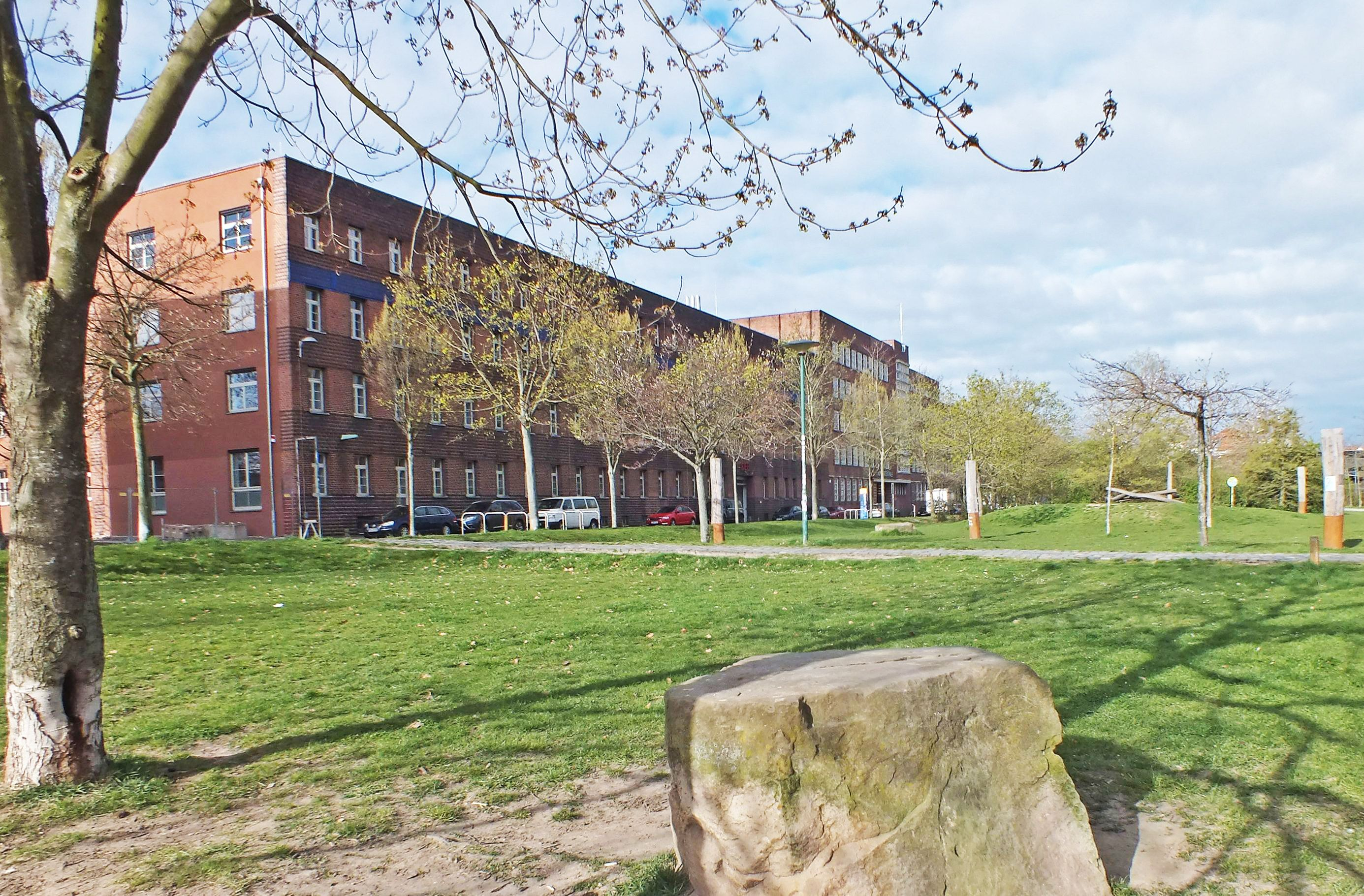
Südwestteil mit Konsumzentrale (2025)
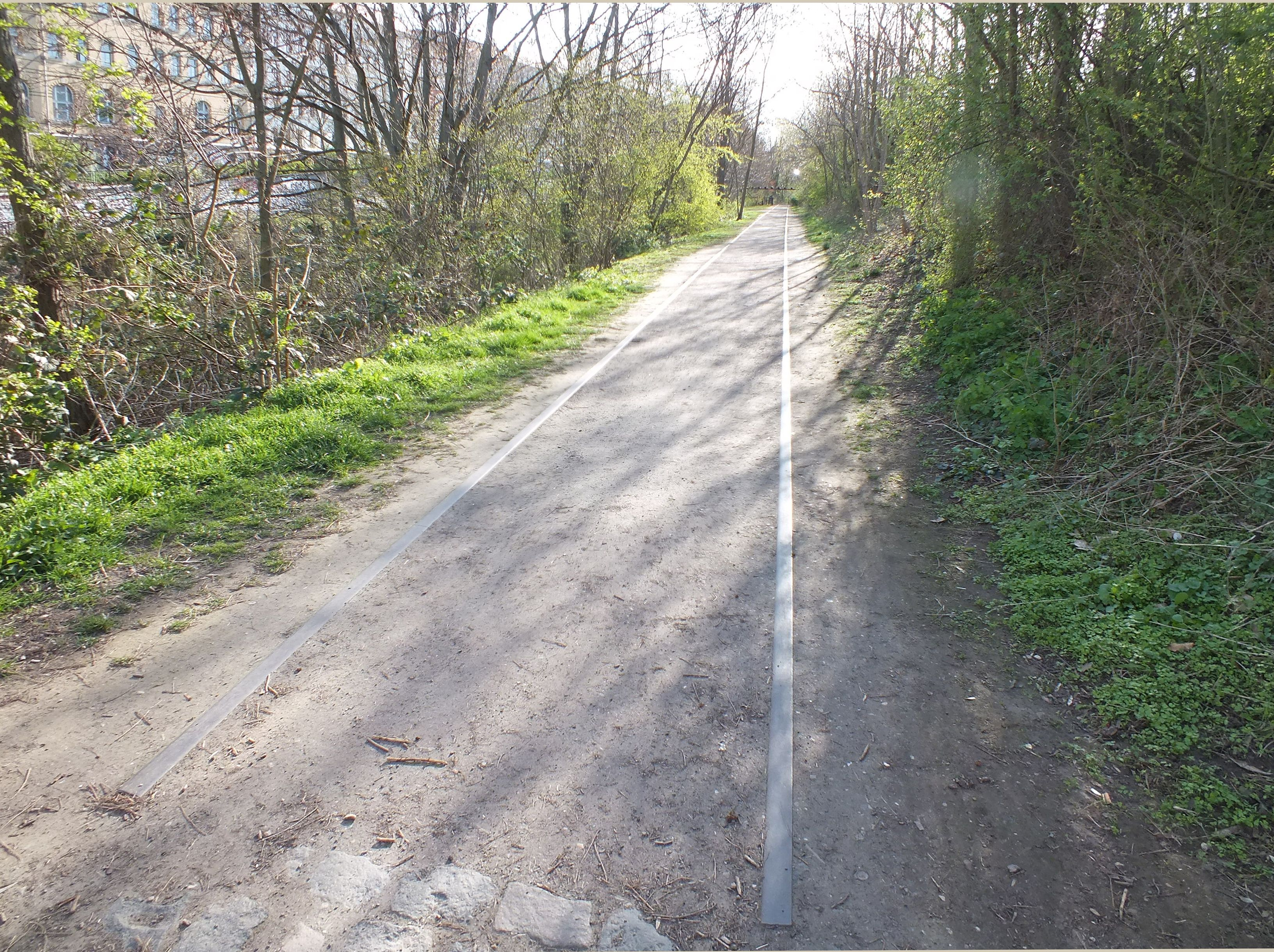
Parkweg auf ehemaligem Gleis (2025)
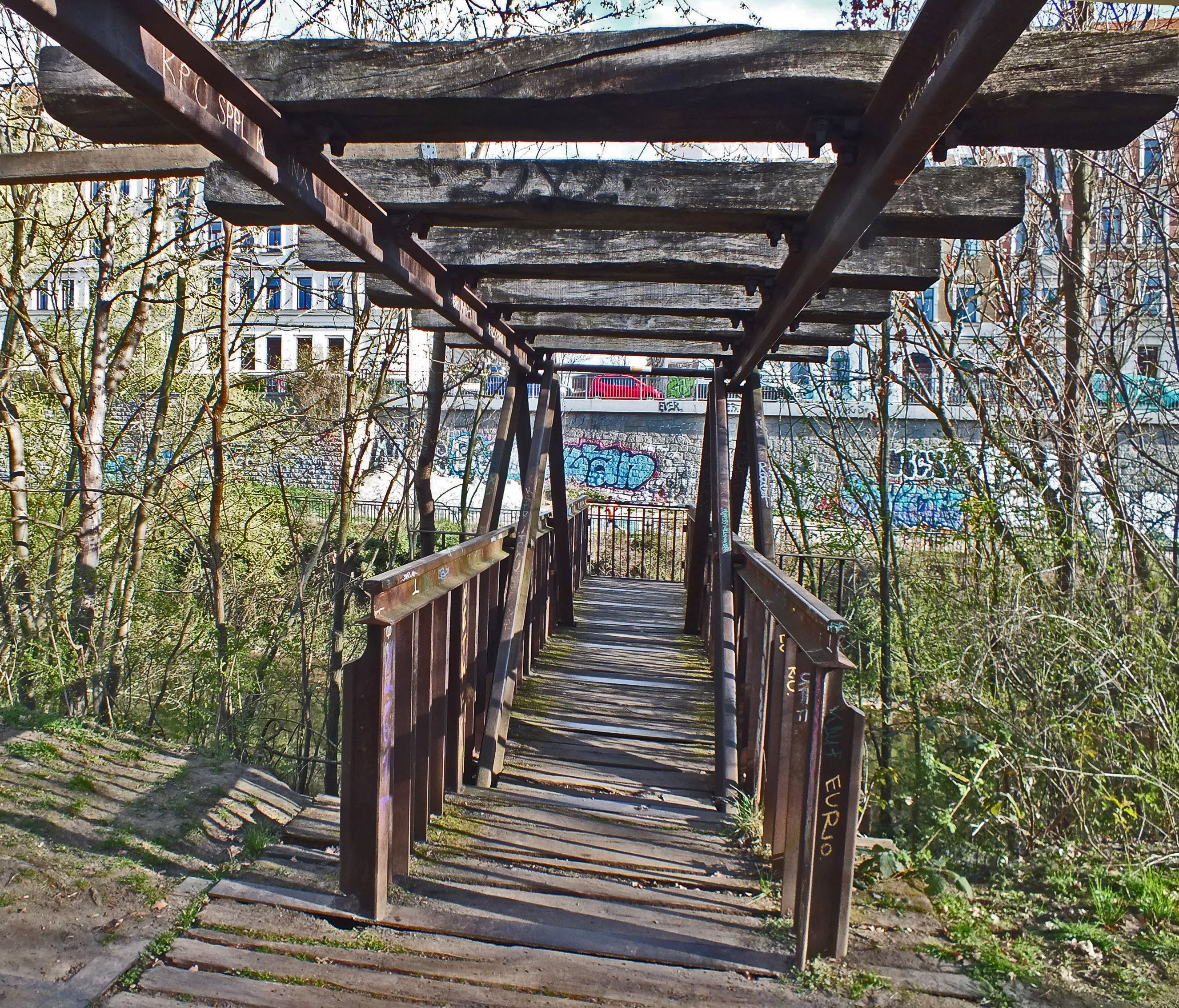
Schwellen und Schienen am Zugang zum Aussichtspunkt (2025)
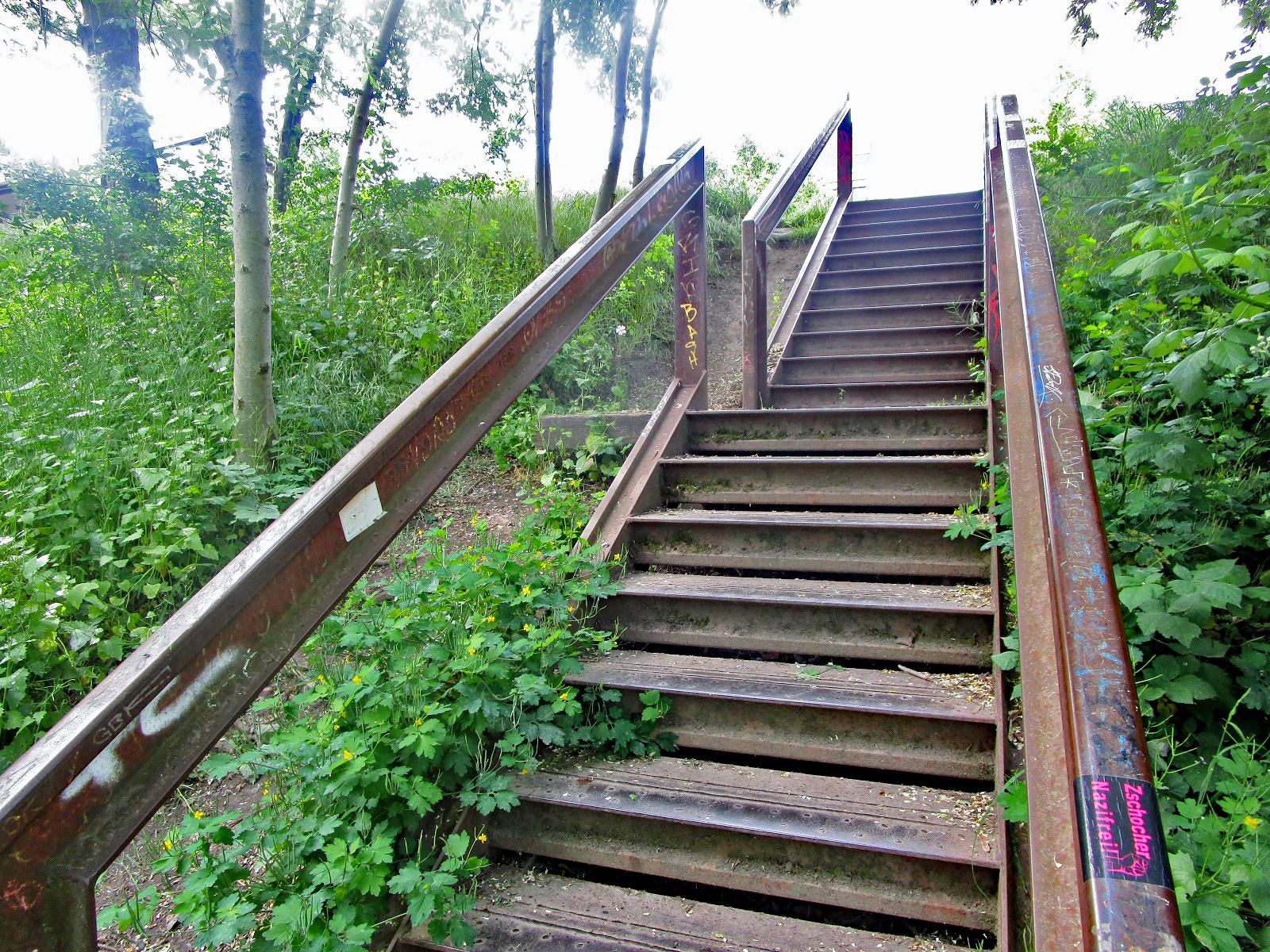
Treppe mit recycelten Schienen (2022)
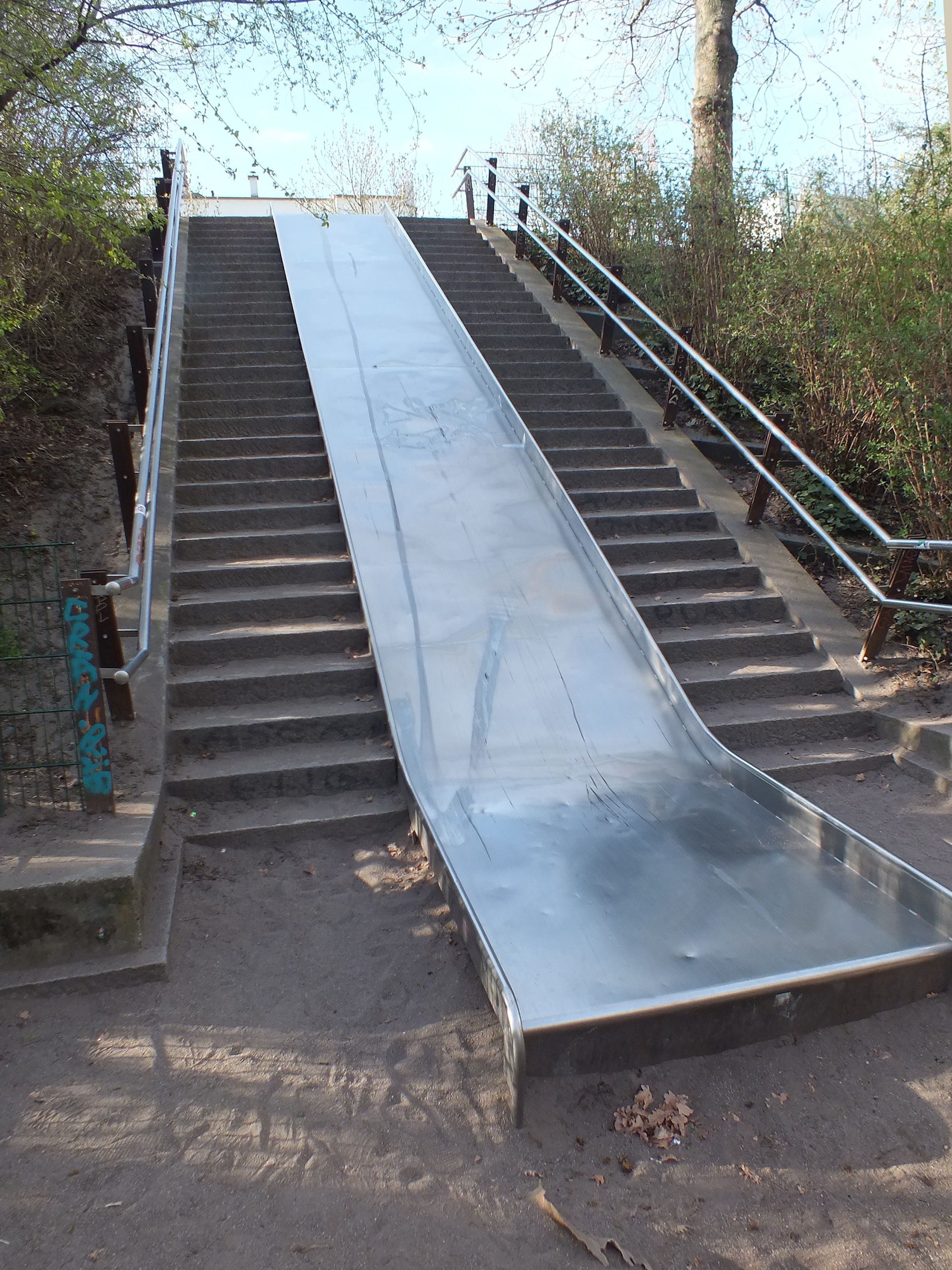
Große Hangrutsche (2025)
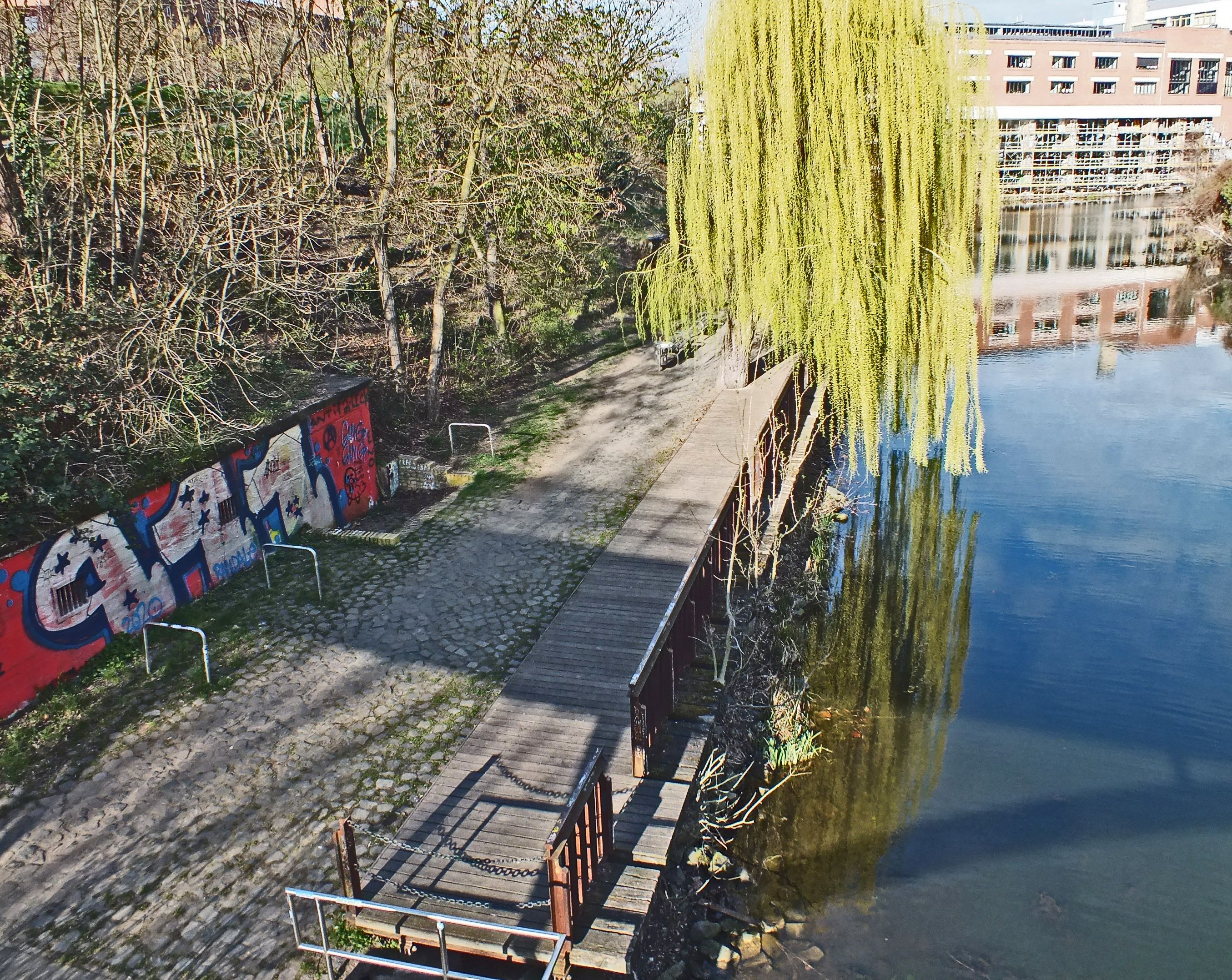
Bootsanlegesteg (2025)